# يوشكا فيشر
يوسف مارتن «يوشكا» فيشر (بالألمانية: Josef Martin "Joschka" Fischer) [مواليد 12 نيسان 1948] سياسي ألماني حزب تحالف'90/الخضر. شغل منصب وزير الخارجيةومنصب نائب مستشار ألمانيا في حكومة غيرهارد شرودر من 1998 إلى 2005. فيشر كان القيادي البارز في حزب الخضر في ألمانيا الغربية منذ السبعينات، وفقا لاستطلاعات الرأي، كان السياسي الأكثر شعبية في ألمانيا لمعظم المدة الحكومية. في أعقاب انتخابات أيلول 2005، والتي هزمت فيها حكومة شرودر، ترك منصبه في 22 تشرين الثاني 2005.

## نشأته وشبابه
هو الطفل الثالث لعائلة من الألمان الهنغاريين التي أجبرت على ترك بودابيست عام 1946، يعود اسمه الأول يوشكا هو تصغير من الاسم الهنغاري يوسف.
قبل نهاية الصف العاشر عام 1965 ترك المدرسة الثانوية في منطقة باد كانشتات في شتوتغارت دون أن ينجح فيه والتحق بمدرسة للتصوير في مدينة فِلباخ، لكنه تركها أيضا عام 1966.

## الحركة الطلابية
بدأً من العام 1967 انتسب إلى الحركة الطلابية وإلى المعارضة من خارج البرلمان. عاش منذ عام 1968 في مدينة فرانكفورت على الماين كعامل مؤقت وحضر محاضرات لكل من Theodor W. Adorno وJürgen Habermas و Oskar Negt كمستمع. هنا تعمق بدراسة كتابات Karl Marx وMao Zedong وGeorg Wilhelm Friedrich Hegel. حتى عام 1975 كان عضواً في أقصى يسار مجموعة النضال الثوري. شارك كقائد في عدة عراكات شوارع (قوات تنظيف). كوزير للخارجية اعتذر فيشر عن العدوانية الماضية وقرر لذلك عدم امتلاك سلاح أو قنبلة مولوتوف أبداً. أثناء إقامته في فرانكفورت نشأت صداقته مع Daniel Cohn-Bendit المسؤول الطلابي الألماني الفرنسي.
عام 1969 شارك في الجزائر في مؤتمر لمنظمة التحرير الفلسطينية.
بدأ عام 1971 العمل في شركة Adam Opel AG في روزلسهايم على تأسيس مجموعة عمل من العمال لتسييسهم وبعد ذلك لكسب ثورة. لكن مخططه لم يلق آذاناً صاغية وعلى العكس فقد طرد من عمله بسبب نشاطه هذا.
بعدها مارس عدة أعمال منها مترجم عن الرومانية عند Jörg Schröder في دار النشر Olympia Press ونجح في امتحان الإسعاف الأولي وعمل كسائق تكسي حتى عام 1981 وكمساعد في مكتبة بيع كتب حتى عام 1982 في فرانكفورت.
تم إلقاء القبض عليه في 14 أيار/ مايو 1976 إثر إلقاء زجاجة حارقة (مولوتوف) على شرطيين وإصابتهما بجراح خطيرة، إلا أن حبسه لم يستمر إلا يومين.

## السياسة الحقيقية عند الخضر
أسس فيشر مع Daniel Cohn-Bendit وزملاء آخرين حزب الخضر عام 1981 في فرانكفورت. وبالتالي دخل الانتخابات الاتحادية عام 1983 كمرشح الحزب.

## روابط خارجية
- يوشكا فيشر على موقع IMDb (الإنجليزية)
- يوشكا فيشر على موقع الموسوعة البريطانية (الإنجليزية)
- يوشكا فيشر على موقع مونزينجر (الألمانية)
- يوشكا فيشر على موقع ألو سيني (الفرنسية)
- يوشكا فيشر على موقع ميوزك برينز (الإنجليزية)
- يوشكا فيشر على موقع أول موفي (الإنجليزية)
- يوشكا فيشر على موقع إن إن دي بي (الإنجليزية)
- يوشكا فيشر على موقع ديسكوغز (الإنجليزية)
- يوشكا فيشر على موقع قاعدة بيانات الفيلم (الإنجليزية)

- مراجعة سيرة فيشر
- السيرة الذاتية في المتحف التاريخي الألماني (بالألمانية)

- صور ليوشكا فيشر 1991 - 1998 في المتحف التاريخي الألماني (بالألمانية)

- يوشكا فيشر، متقاعد أم لا؟ (بالفرنسية)
- يوشكا فيشر: خطاب والشؤون الخارجية الخضراء (بالفرنسية)
- مقابلة مع يوشكا فيشر بعد انتقاله إلى جامعة برنستون، فيشر يعطي متعمقة مقابلة حول الأمن والعولمة ل تقرير برينستون عن المعرفة.
- يوشكا فيشر، سلسلة تعليقات مجمعة شهرية، «الثائر الواقعي»، من بروجيكت سنديكيت

تعكس المصادر التالية وجهات نظر خصوم الولايات المتحدة من فيشر وسياساته، وخاصة قرار ألمانيا بعدم المشاركة في غزو العراق عام 2003 بقيادة الولايات المتحدة.
- لماذا ألمانيا غير مقتنعة  من قبل بول بيرمان في مجلة سليت
- السلطة والمثاليون: أو آلام يوشكا فيشر، وتداعياتها  من قبل بول بيرمان. ISBN 1-932360-91-3 (نشرت في الأصل كمقال من 25,000 كلمة في  الجمهورية الجديدة ، 3 أيلول 2001)
- The last rock roller of German politics في مقابلة أجريت في أيلول 2005، تفكير فيشر حول ماذا يعني تقاعده بالنسبة لحزبه، بلده ونفسه. في signandsight.com

يوشكا فيشر يكتب سلسلة تعليقات شهرية، «الثائر الواقعي»، لبروجيكت سنديكيت، وهي جمعية صحف غير ربحية في جميع أنحاء العالم.
- الثائر الواقعي

يوشكا فيشر يتحدث إلى Leadel.NET, بوابة وسائل إعلام عبرية على الإنترنت، في مقابلة فيديو
| المناصب السياسية | المناصب السياسية                 | المناصب السياسية           |
| ---------------- | -------------------------------- | -------------------------- |
| سبقه كلاوس كينكل | نائب المستشار الألماني 1998–2005 | تبعه فرانتس مونتيفيرينغ    |
| سبقه كلاوس كينكل | وزير الشؤون الخارجية 1998–2005   | تبعه فرانك-فالتر شتاينماير |